# ماركو بولو (سياسي)
ماركو بولو (بالألمانية: Marco Bülow)‏ هو سياسي ألماني، ولد في 14 يونيو 1971 في ألمانيا. حزبياً، نشط في الحزب الديمقراطي الاجتماعي الألماني (1992 – 0 نوفمبر 2018).

## مناصب
- في الانتخابات الفيدرالية الألمانية 2017، انتخب عضو في البوندستاغ الألماني عن دائرة Dortmund I [الإنجليزية]‏ وقد انضم خلال فترته النيابية (24 أكتوبر 2017 – )  للكتلة البرلمانية المجموعة البرلمانية للحزب الديمقراطي الاجتماعي  [لغات أخرى]‏.
- انتخب عضو في البوندستاغ الألماني (17 أكتوبر 2002 – 18 أكتوبر 2005).
- انتخب عضو في البوندستاغ الألماني (18 أكتوبر 2005 – 27 أكتوبر 2009).
- انتخب عضو في البوندستاغ الألماني (27 أكتوبر 2009 – 22 أكتوبر 2013).
- انتخب عضو في البوندستاغ الألماني خلال فترته النيابية  [لغات أخرى]‏ (17 أكتوبر 2002 – 18 أكتوبر 2005).

## وصلات خارجية
- الموقع الرسمي